# Jeg - en kvinde
Jeg – en kvinde er en dansk/svensk film fra 1965.
- Manuskript Peer Guldbrandsen.
- Instruktion Mac Ahlberg.

Blandt de medvirkende kan nævnes:
- Essy Persson
- Tove Maës
- Preben Mahrt
- Jørgen Reenberg
- Ebba With
- Carl Ottosen
- Malene Schwartz